# Arokia Raj Satis Kumar
Arokia Raj Satis Kumar (Kannada ಆರೋಕಿಯಾ ರಾಜ್ ಸತೀಶ್ ಕುಮಾರ್, Hindi अरोकिया राज सतीस कुमार; * 5. September 1977 in Bangalore) ist ein indischer römisch-katholischer Geistlicher und Weihbischof in Bangalore.

## Leben
Arokia Raj Satis Kumar studierte Philosophie und Theologie am Priesterseminar St. Joseph im Bistum Mangalore und empfing am 2. Mai 2007 durch Erzbischof Bernard Blasius Moras das Sakrament der Priesterweihe für das Erzbistum Bangalore.
Nach der Priesterweihe war er zunächst in der Pfarrseelsorge tätig, unter anderem an der Kathedrale des Erzbistums. Von 2010 bis 2012 studierte er am St. Peter’s Pontifical Institute in Bangalore Kanonisches Recht und erwarb das Lizenziat. Anschließend war er für zwei Jahre Pfarrer im Stadtteil Malleswaram. Nach weiteren Studien an der Päpstlichen Universität Urbaniana in Rom wurde er 2017 in Kanonischem Recht promoviert. Ab 2017 war er Richter am Kirchengericht, ab 2018 Rektor des Knabenseminars Bhavan Bhakti sowie Pfarradministrator in Tumakuru und ab 2019 Kanzler der Diözesankurie. Zusätzlich wurde er 2020 Professor für Kanonisches Recht am St. Peter’s Pontifical Institute in Bangalore und 2021 Studienkoordinator für die Seminaristen des Erzbistums.
Papst Franziskus ernannte ihn am 13. Juli 2024 zum Titularbischof von Castellum Minus und zum Weihbischof in Bangalore. Der Erzbischof von Bangalore, Peter Machado, spendete ihm und dem mit ihm ernannten Weihbischof Joseph Susainathan am 24. August desselben Jahres vor der Kathedrale von Bangalore die Bischofsweihe. Mitkonsekratoren waren Machados Amtsvorgänger Bernard Blasius Moras und der Bischof von Chikmagalur, Anthony Swamy Thomasappa.